# Fritz Klein (nazista)

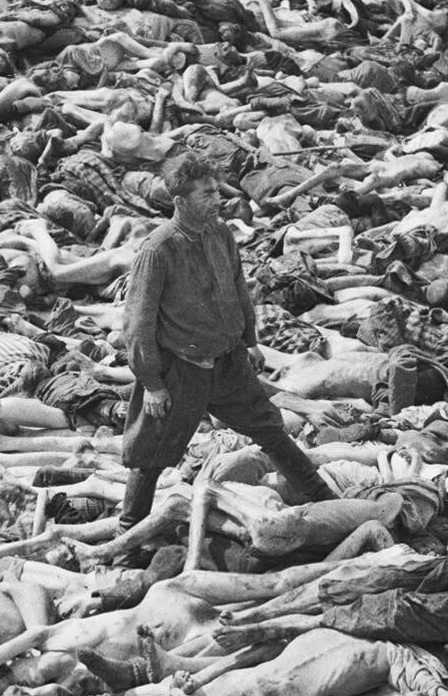
Klein em meio a cadáveres de centenas de prisioneiros. As forças britânicas que libertaram Bergen-Belsen forçaram os guardas alemães do campo a enterrar os corpos.

Fritz Klein (24 de novembro de 1888 – 13 de dezembro de 1945) foi um médico nazista alemão que foi enforcado por crimes contra a humanidade devido ao seu papel nas atrocidades cometidas no campo de concentração de Bergen-Belsen durante o Holocausto perpetrado no decorrer da Segunda Guerra Mundial.
Klein nasceu em Feketehalom, no Império Austro-Húngaro. Ele estudou medicina e completou sua carreira militar servindo na Romênia, terminando seus estudos em Budapeste depois da Primeira Guerra Mundial. Klein viveu os próximos anos exercendo a profissão de médico em Siebenbürgen e logo depois se filiou ao Partido Nazista alemão. Em maio de 1943, ele se juntou a Waffen-SS e foi enviado a Iugoslávia.
Em 15 de dezembro de 1943, ele começou a trabalhar no campo de concentração de Auschwitz, onde ele serviu como médico do campo para mulheres em Birkenau. Ele também trabalhou no campo para ciganos. Klein participou de várias seleções ("selektionen") na rampa onde se decidia quais prisioneiros iriam para o trabalho forçado, para experiências médicas ou para a morte nas câmaras de gás. Em dezembro de 1944, ele foi transferido para o Campo de concentração de Neuengamme, e de lá foi enviado para Bergen-Belsen em janeiro de 1945.
Mais tarde, quando foi perguntado como ele conciliava suas ações com os nazistas e suas obrigações éticas como médico, Klein disse:

"Meu juramento de Hipócrates dizia que eu devia cortar o “apêndice gangrenado” para fora do corpo humano. Os judeus são o apêndice gangrenado da humanidade. É por isso que eu os “removia”."

Ele foi réu no julgamento de Belsen e foi considerado culpado por crimes contra a humanidade e sentenciado à morte. Fritz Klein foi enforcado pelo executor britânico Albert Pierrepoint na prisão de Hamelin.